# René-Antoine Ferchault de Réaumur
Pour les articles homonymes, voir Réaumur.
René-Antoine Ferchault de Réaumur, appelé par convenance Réaumur, né le 28 février 1683 à La Rochelle et mort le 17 octobre 1757 au château de la Bermondière, est un physicien et naturaliste français. Jeune scientifique admis à l'Académie des sciences en 1708 grâce à un mémoire de géométrie, il s'intéresse avec persévérance aux développements des arts et métiers. Aussi, l'Académie le charge de diriger l'édition de la Description générale des Arts et Métiers. Mais l'homme ne dédaigne pas l'histoire naturelle des mollusques, crustacés, insectes et oiseaux. Réaumur est un observateur remarquable des matériaux du vivant : il est fasciné par la nacre et les fils d'araignées. En particulier, il approuve la nature animale — et non végétale — des coraux et madrépores. Par la multiplicité de ses intérêts — il propose aussi bien une manière d'éteindre les incendies et un moyen de mettre les carrosses en état de se tirer des ornières — que la ferveur encyclopédiste reprend surtout après 1750, il laisse ainsi son nom à la postérité.
Suivant pas à pas les progrès de la métallurgie, il fonde les bases de la sidérurgie scientifique dès les premières années de la décennie 1720 et la métallographie en 1724. Il vulgarise la possibilité de transformer la fonte en acier dès 1722 et promeut le fer blanc. Familier de la mise au point des fours, il écrit sur l'art du verrier et invente en 1729 un verre blanc opaque, nommé « porcelaine de Réaumur » qui n'est qu'un verre dévitrifié par chauffage et refroidissement. Ses recherches sur la vraie porcelaine ouvrent la voie aux travaux de Darcet et Macquer.
La difficulté des mesures physiques est un aiguillon pour ses recherches physiques. Avec l'étude de la température, il propose vers 1730–1731 un modèle de thermomètre à alcool sur une ligne de 80 parties égales entre la température de congélation de l'eau et la température d'ébullition de l'éthanol. Dans le cadre de ses travaux sur la régulation thermique, il met au point et publie en 1749 un incubateur artificiel nommé « four à poulets » ainsi qu'un moyen de conserver les œufs par enduction d'un corps gras. Il rédige un volumineux ouvrage de mémoires sur l'entomologie en six volumes in-quarto publiés de 1734 à 1742. Il est aussi l'un des précurseurs de l'éthologie, ou étude des comportements animaliers.

## Famille
La famille Ferchault est originaire de Vendée et possède des terres à Pouzauges.[réf. nécessaire]
Jean Ferchault, son grand-père paternel, est receveur des douanes à Luçon[réf. nécessaire]. Il achète vers 1639 le château de Réaumur, construit en 1576 pendant la Renaissance (ce domaine est aujourd'hui le « Manoir des Sciences » de Réaumur, présentant au public les différents travaux du scientifique).
Son père est René Ferchault, conseiller au présidial de La Rochelle — une fonction surtout honorifique. Sa mère est Geneviève Bouchel, fille d'un juge consul de Calais. Leur mariage a lieu le 28 avril 1682 à l'église Saint-Barthélemy de la Rochelle. Ils habitent dans la rue des Herbiers (actuelle rue des Augustins). René Antoine y naît le 28 février 1683.
Son père meurt le 20 août 1684, tandis que son frère Jean-Antoine (1684-1719), naît le 1er octobre de la même année.

## Biographie

### Premières études
Il fait des premières classes chez les oratoriens de La Rochelle, puis sa philosophie au collège jésuite de Poitiers. En 1699, il répond à l'appel de son oncle Gabriel Bouchel, chanoine de la Sainte-Chapelle de Bourges, qui l'invite à poursuivre des études de droit à Bourges. Il s'installe chez cet oncle avec son cadet Jean (Jean-Antoine[réf. nécessaire] ? ou/et Honoré ?).

### Arrivée à Paris
Quatre ans plus tard en 1703, il arrive à Paris chez son cousin Hénault, fermier général, père du jeune Charles Hénault et bien intégré dans la société intellectuelle de Paris : il a fréquenté Molière, Lully, Thomas Corneille (le frère du célèbre Pierre Corneille)… et chez lui on rencontre entre autres Fontenelle, secrétaire perpétuel de l'académie royale des sciences, savant et homme d'esprit. 

Constatant le goût de René-Antoine pour les mathématiques, Hénault lui fait donner des leçons dans cette matière ; mais le maître est tôt dépassé. Hénault le présente alors à Jean-Paul Bignon (1662-1743), président de l'Académie des sciences, et René-Antoine fait la connaissance de Pierre Varignon, ardent défenseur du calcul différentiel. Il travaille avec ce dernier jusqu'à être admis comme son élève au sein de l'académie des sciences le 3 mars 1708.
Croyant convaincu, il passe plus tard beaucoup de temps dans ses domaines pour y observer la nature, qui reflète les merveilles de Dieu.
Il meurt le 17 octobre 1757 dans son domaine de la Bermondière à Saint-Julien-du-Terroux (Mayenne).

### L'Académie des sciences

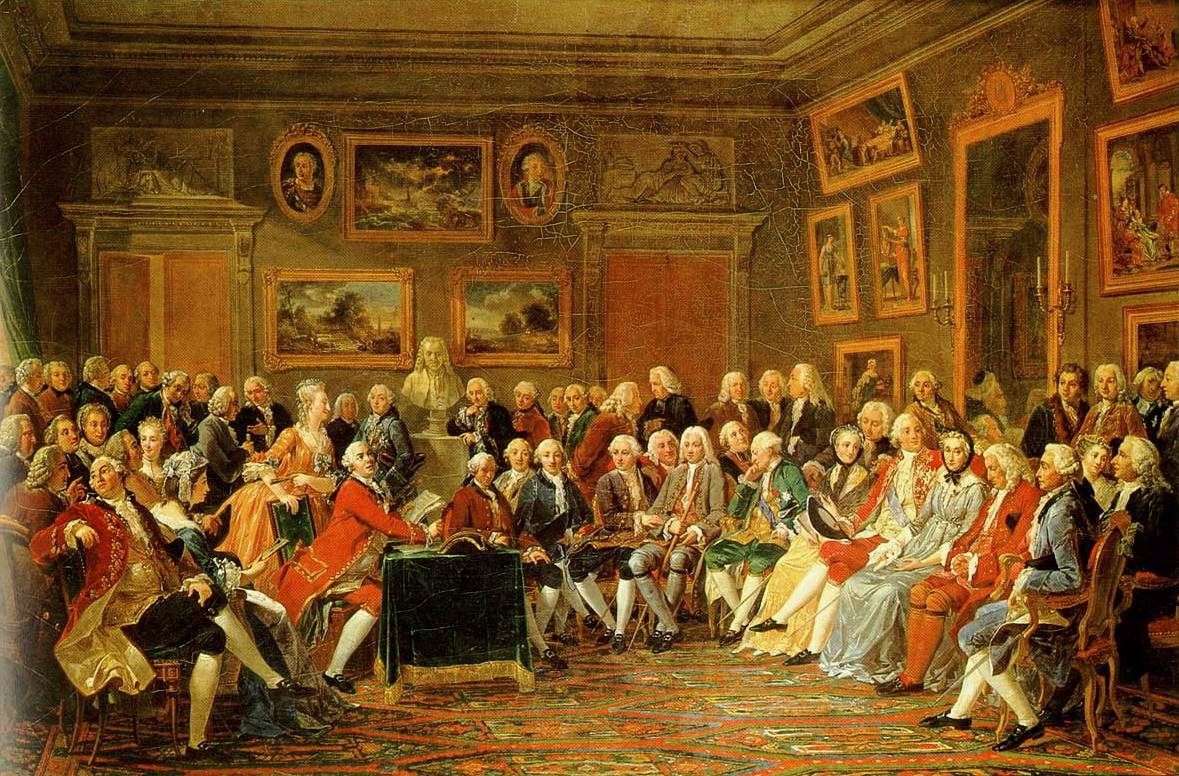
Lecture de la tragédie de L'Orphelin de la Chine de Voltaire dans le salon de Madame Geoffrin, par Lemonnier (1802). Reconstitution imaginaire de lecture d'une tragédie de Voltaire. Au premier plan à gauche, assis les jambes croisées et se retournant en arrière Buffon, derrière lui, de profil, Réaumur, entre Julie de Lespinasse, de profil, et Anne-Marie du Boccage, de face.

Le 14 mars 1708 il obtient la place d'élève auprès de Pierre Varignon, rendue vacant par la promotion de M. Saurin au statut d'associé. Noter qu'une liste des membres de l'académie le cite comme tel depuis 1706 (il y est listé comme « méchanicien »).
Dès le 19 mai 1708, il lit devant l'Académie une communication sur un problème de géométrie, Manière de trouver une  infinité de lignes courbes nouvelles, en faisant parcourir une ligne quelconque donnée, par une des extrémités d'une ligne droite donnée aussi, et toujours placée sur un même point fixe, où il utilise une méthode mise au point par Louis Carré (1663-1711). Il présente l'année suivante deux autres mémoires portant sur le même sujet,. Il est considéré comme le créateur de la notion de développée imparfaite.
Ce sont les seuls travaux de Réaumur en mathématique géométrique. En novembre 1709, il présente un mémoire intitulé De la formation et de l'accroissement des coquilles des animaux tant terrestres qu'aquatiques, soit de mer, soit de rivières. Ce travail, où il précise le mode de croissance des coquilles de mollusques, inaugure ses recherches sur les invertébrés. Méry lui ayant opposé deux contestations en 1710 sur sa théorie de formation des coquilles, Réaumur lui répond en 1716 avec ses Éclaircissements de quelques difficultés sur la formation des coquilles.
Il présente en plusieurs mémoires consacrés aux invertébrés (1711, 1712, 1717), sur la soie des araignées (1710), les écrevisses (1712, 1718), les guêpes (1719)…
La mort de Louis Carré lui permet d'obtenir le titre de pensionnaire mécanicien à l'Académie des sciences, le 14 mai 1711.[réf. nécessaire]
Il participe dès lors activement à toutes les activités de l'Académie. Il est nommé pour la première fois sous-directeur de l'Académie en 1713 (puis en 1718, 1722, 1723, 1726, 1730, 1734, 1739, 1746 et 1752) et directeur l'année suivante (ainsi qu'en 1716, 1717, 1720, 1724, 1727, 1731, 1735, 1740, 1747 et 1753).
Ses communications se succèdent : en 1712, il s'intéresse aux coquillages, à la reproduction des écrevisses et aux algues. En 1713, il se consacre à la botanique. Parallèlement à ses propres recherches, il est chargé par l'Académie de faire paraître une Description des Arts et Métiers. En 1711, il fait paraître ses deux premières études, sur la fabrication de l'ardoise et des fausses perles, puis, l'année suivante, sur les techniques utilisées pour la fabrication de miroirs, et, en 1713, sur le travail du doreur. Ces premières évaluations de l'artisanat français, où il propose souvent des améliorations techniques, sont rassemblées et publiées par l'Académie de 1761 à 1782 en 18 volumes.
Dans cette série s'insèrent ses premières observations en métallurgie, intérêt activement soutenu par le Régent Philippe d'Orléans (1674-1723) qui constate l'importation d'acier croissante du royaume. Entre 1720 et 1722, Réaumur présente à l'Académie dix-huit mémoires consacrés à ce sujet. L'Académie des sciences décide de les rassembler et de les faire paraître en deux parties sous les titres L'Art de convertir le fer forgé en acier et L'Art d'adoucir le fer fondu ou l'art de faire des ouvrages de fer fondu aussi finis que de fer forgé.
Dans son Art de convertir le fer forgé, Réaumur exprime avec force les principes qui vont désormais guider les académiciens et selon lesquels il s'agit de faire progresser les connaissances et de contribuer au développement de la communauté scientifique internationale.
En 1721, le Régent le récompense pour ses recherches qui ouvrent une solution pratique à l'économie nationale en lui attribuant 12 000 livres de rente annuelle, dont il fait cadeau à l'Académie.[réf. nécessaire]
En 1725, il fait paraître son Explication des principes établis par M. de Réaumur pour la construction des thermomètres dont les degrés soient comparables. En 1734, il publie le premier tome de ses Mémoires pour servir à l'Histoire des Insectes. Le deuxième tome paraît en 1736, le troisième en 1737, le quatrième en 1738, le cinquième en 1740, le sixième en 1742.
En 1742, il devient membre de l'Académie royale des sciences et des lettres de Berlin.[réf. nécessaire]
En 1749, il publie l'Art de faire éclorre et d'élever en toute saison des Oiseaux Domestiques de toutes espèces.
En 1751 Pierre Baux, célèbre médecin, météorologiste, botaniste et naturaliste, devient son correspondant à l'Académie.[réf. nécessaire]

## De la diversité de ses études et articles
En plus de ses enquêtes approfondies sur les arts et métiers, Réaumur couvre toutes les facettes de la physique et de l'histoire naturelle de son temps, qui incluent ce qui deviendra la géologie, la physique appliquée, la biologie... ou plus précisément l'éthologie, la physiologie, la génétique, l'entomologie...

### L'or
En 1718, Réaumur lance un inventaire des rivières aurifères de France.

### L'acier
Il s'intéresse à la fabrication de l'acier et tente d'améliorer la médiocre production française. Le premier, il démontre que l'acier n'est pas du fer épuré, comme on le pensait jusqu'alors. Grâce à ses recherches  il démontre la possibilité de transformer la fonte en acier, par addition de fer métallique ou d'oxyde. Il étudie également les traitements thermiques de l'acier : cémentation et trempe en inaugurant l'utilisation du microscope pour l'étude de la constitution des métaux, créant la métallographie. Il publie en 1722 « L'Art de convertir le fer forgé en acier » et « L'Art d'adoucir le fer fondu ». Il se consacre en effet à la mission d'appui au développement industriel confiée à l'Académie par Louis XIV, qui comprend notamment l'examen des inventions et la publication de la Description des Arts et Métiers.
Il est le premier à avoir fabriqué de l'acier tel qu'il est défini aujourd'hui, ce qui le place parmi les précurseurs de la révolution industrielle. C'est cette découverte qui lui vaut la pension de 12 000 livres de la part du Régent.

### Le fer-blanc
Il met au point un procédé économique de fabrication du fer-blanc en 1725 (Principes de l'art de faire le Fer blanc) et prend même la direction d'une usine. Tout d'abord, il préconise de choisir les feuilles d'acier assez souple, de les décaper avec une solution acide (vinaigre, eau de seigle ?), puis de les frotter au sable avant de les étamer. Il indique également que le bain d'étain doit être recouvert d'une couche de suif pour limiter la formation d'impuretés.

### La faïence et la porcelaine
Réaumur se penche également de 1727 à 1729 sur la fabrication de la céramique et de la porcelaine,.
Il découvre le moyen de fabriquer du verre dévitrifié à base d'opaline ; c'est le verre blanc opaque connu depuis sous le nom de « porcelaine de Réaumur ».
Il donne le procédé pour transformer le verre commun en cette sorte de porcelaine dans le mémoire qu'il lit à l'Académie des sciences en 1739.

### Les ancres et les câbles de marine
Réaumur présente en juillet 1723 à l'Académie Fabrique des ancres, avec des notes et des additions de Duhamel du Monceau. Cet ouvrage est publié en 1761 dans les Descriptions des Arts et Métiers, faites ou approuvées par messieurs de l'Académie Royale des Sciences.
Il s'est aussi intéressé à la force de traction des câbles et cordages (1711) pour la marine.

### Le thermomètre
Réaumur expose, dans un mémoire de 1730, l'idée du premier thermomètre comparable à alcool, qui immortalisera son nom. L'anglais Robert Hooke avait déjà eu l'idée d'un thermomètre à alcool avec la température de congélation de l'eau comme graduation zéro. Réaumur a calibré son thermomètre de 0 à 80, entre le point de congélation de l'eau et le point d'ébullition de l'« esprit-de-vin » (alcool), qu'il confondait avec le point d'ébullition de l'eau. Noter que le point d'ébullition de l'éthanol est très précisément de 78,4 °C (en degrés Celsius) et qu'un thermomètre à alcool ne permet donc pas de mesurer la température d'ébullition de l'eau. (Voir aussi l'article « échelle Réaumur »). 

En 1733, 
1734, 
1735, 
1736, 
1737 
et 1738 il présente à l'Académie les résultats d'observations faites avec ce thermomètre, comparés entre des relevés faits à l'étranger et les mêmes observations à Paris et autres lieux de France. Certains de ces lieux étranger sont la Réunion (île de Bourbon), l'île Maurice (île de France) et Madagascar, en liaison avec Cossigny — un correspondant de l'Académie — ; d'autres sont Alger avec le consul de France M. Taitbout,, d'autres encore sont Pondichéry et le Sénégal.
Dans la pratique expérimentale, l'usage du thermomètre de Réaumur est un progrès notable avant le thermomètre centigrade.

### Étude des sucs gastriques
En 1752, il étudie l'influence du suc gastrique dans la digestion en utilisant des petits tubes percés de trous remplis de viande, qu'il fait avaler puis régurgiter par une buse, un rapace domestiqué dans ce but. Il montre ainsi que la viande est digérée par action chimique, et non par broyage mécanique selon la théorie des iatromécaniciens. Il complète sa démonstration avec son second mémoire, où il fait avaler des morceaux d'éponge pour obtenir des échantillons de suc gastrique in vivo durant la digestion.
Ces travaux seront poursuivis par Lazzaro Spallanzani (1729-1799).

### Génétique
Réaumur nie la génération spontanée et étudie les animalcules de la liqueur spermatique.
Il est l'un des pionniers de la génétique avec ses recherches sur l'hybridation par isolement d'un caractère. En 1751, il propose un projet d'expériences jamais réalisées. Il suggère de se procurer deux sortes de poules, toutes différentes des poules ordinaires, les unes avec un grand doigt supplémentaire, les autres avec un croupion atrophié, afin de déterminer « si c'est à la femelle ou si c'est au mâle que le germe a appartenu originairement ». À cette époque se posait la question du préformisme préexistant soit dans la femelle, soit dans le mâle.
Ce type d'expérience sera repris, près d'un siècle plus tard, par Gregor Mendel avec des pois.

### L'étude des végétaux
En 1711 et 1712, il donne des descriptions minutieuses des « fleurs » et « graines » de plusieurs espèces d'algues marines appartenant au genre Fucus et à quelques autres.
Plus tard, en 1727, il s'intéresse aux algues bleues de genre Nostoc
Réaumur est en outre l'auteur de la première méthode botanique à laquelle on ait pu donner le nom de système.

### Géologie
En 1720 Réaumur publie une étude sur les faluns de Touraine. Il suppose qu'un vaste golfe marin a existé, reliant l'océan à la Manche, sans rapport avec le Déluge.
Il collabore étroitement avec Jean-Étienne Guettard, étant en mesure de lui fournir de nombreux renseignements sur la nature des terrains du royaume, nécessaires pour l'élaboration des premières cartes « minéralogiques », ancêtres des cartes géologiques.

### L'étude des invertébrés aquatiques
En 1709, il effectue des études et recherches sur la formation et l'accroissement du test des coquillages.
Il fait connaître, en 1710, les moyens de locomotion des étoiles de mer, des orties de mer, des coquillages et d'autres mollusques ou zoophytes, que l'on croyait invariablement fixés au rocher qui les a vus naître. Il montre qu'ils peuvent se déplacer par un mouvement progressif de translation.
Il retrouve en 1711 un coquillage dont le suc fournit une teinture analogue à la pourpre des Anciens ou pourpre de Tyr.
En 1712, il démontre la capacité de régénération des pattes des crustacés comme les écrevisses, les homards et les crabes, dont les membres repoussent après section ou mutilation.
Sur la côte du Poitou, il se livre en 1715 à des observations intéressantes sur la reproduction d'un mollusque ressemblant à une limace et portant le nom de lièvre ou chat marin.
Plus tard, en 1717, il examine la formation même des perles dans les moules d'eau douce, et cherche à forcer les coquillages à en produire.
En 1723, il observe le phénomène de bioluminescence de quelques coquillages, comme les dails ou pholades.
En 1742, il démontre  ce qui avait été entrevu par Peyssonnel (1694–1759), à savoir que les coraux et les madrépores ne sont pas des plantes, mais le résultat du travail d'une classe d'animalcules présentant des analogies avec les méduses et les anémones de mer (Cnidaria).

### L'étude des insectes et autres invertébrés aériens

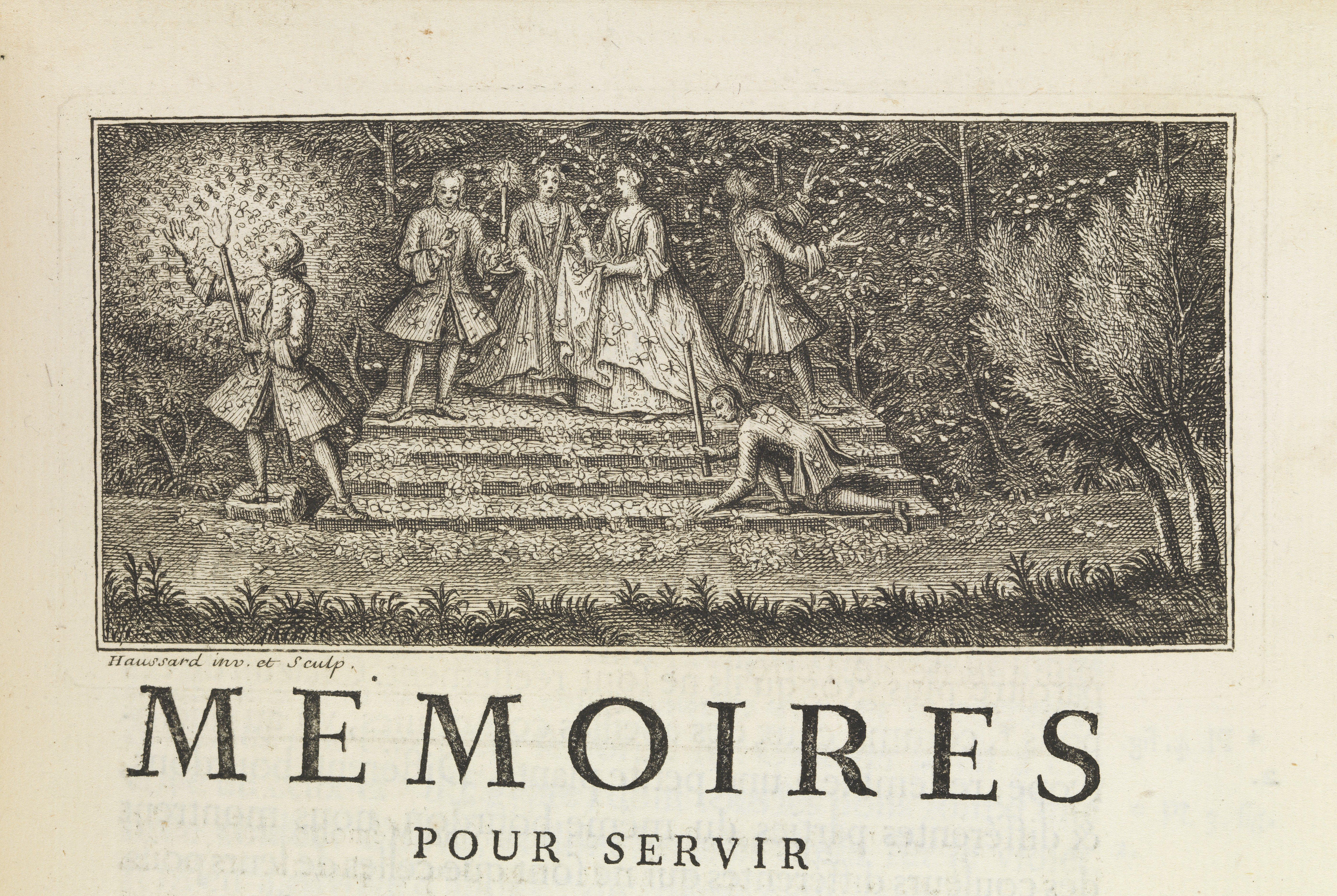
Illustration de la page de titre du volume 6 des Mémoires pour servir à l'histoire des insectes (1742).

Dès le début de ses recherches, il se passionne pour les invertébrés et notamment les insectes. En 1710, il écrit un mémoire intitulé Examen de la soie des Araignées dans lequel il étudie une proposition de François Xavier Bon de Saint Hilaire (1678–1761), président de la Cour des comptes de Montpellier, qui s'intéresse à la possibilité d'utiliser la soie d'araignée à la place de celle produite par le ver à soie. Réaumur montre que la soie d'araignée est plus onéreuse à produire tout en étant moins belle.
Il s'intéresse à la vie des fourmis, que les encyclopédistes de L'Encyclopédie ont dédaignée. Toutefois, son Histoire des Fourmis est restée inédite jusqu'au XXe siècle. Par contre, son Histoire des Guêpes est publiée dès 1719. Il observe le système digestif des abeilles et des guêpes. 
Il publie de 1734 à 1742 les six volumes de ses Mémoires pour servir à l'histoire des insectes;  l'exemplaire du duc d'Orléans de cet  ouvrage, qualifié "d'étape majeure dans la constitution de l'entomologie comme science", a été vendu aux enchères le 29 mars 2024 à Paris-Drouot pour la somme de 29 900  euros ( reprod. coul. dans le n° 15 de "La Gazette Drouot" du 12/04/2024, p.102).

Par ces mémoires et observations, il est aussi considéré comme le fondateur de la parasitologie des invertébrés. Il découvre divers parasites d'insectes, comme le diptère Braula coeca chez les abeilles (1740), ou le nématode entomopathogène Sphaerularia bombi (en) chez les reines de bourdons (1742). Réaumur inaugure ainsi l'étude des insectes entomophages, qui serviront de moyens de lutte biologique contre les insectes nuisibles au début du XXIe siècle.
Le principe directeur de ce grand travail semble avoir été un adage bien connu à l'époque classique : Natura maxime miranda in minimis [« la Nature est la plus admirable dans les plus petites choses »]. Mais il est facile de traiter avec ironie un tel principe. Buffon, par exemple — qui déteste Réaumur — ne s'en prive pas, et c'est pour ce dernier qu'il écrit la célèbre phrase « aux petits esprits les petits objets », qui devient une sorte de lieu commun à l'époque des Lumières.

### L'étude des poissons
Réaumur décrit également avec précision en 1714 l'action singulière de la torpille et l'organe qu'elle met en jeu pour exercer des effets « électriques ».
En 1716, il apprend à connaître chez l'ablette la singulière substance nacrée qui donne l'éclat aux écailles des poissons et s'occupe alors de la formation et de l'accroissement de leurs écailles.

### L'étude des oiseaux
Grâce à une belle volière construite à grands frais, il multiplie ses travaux sur les gallinacés et prépare les matériaux de ses ouvrages sur les oiseaux.[réf. nécessaire]

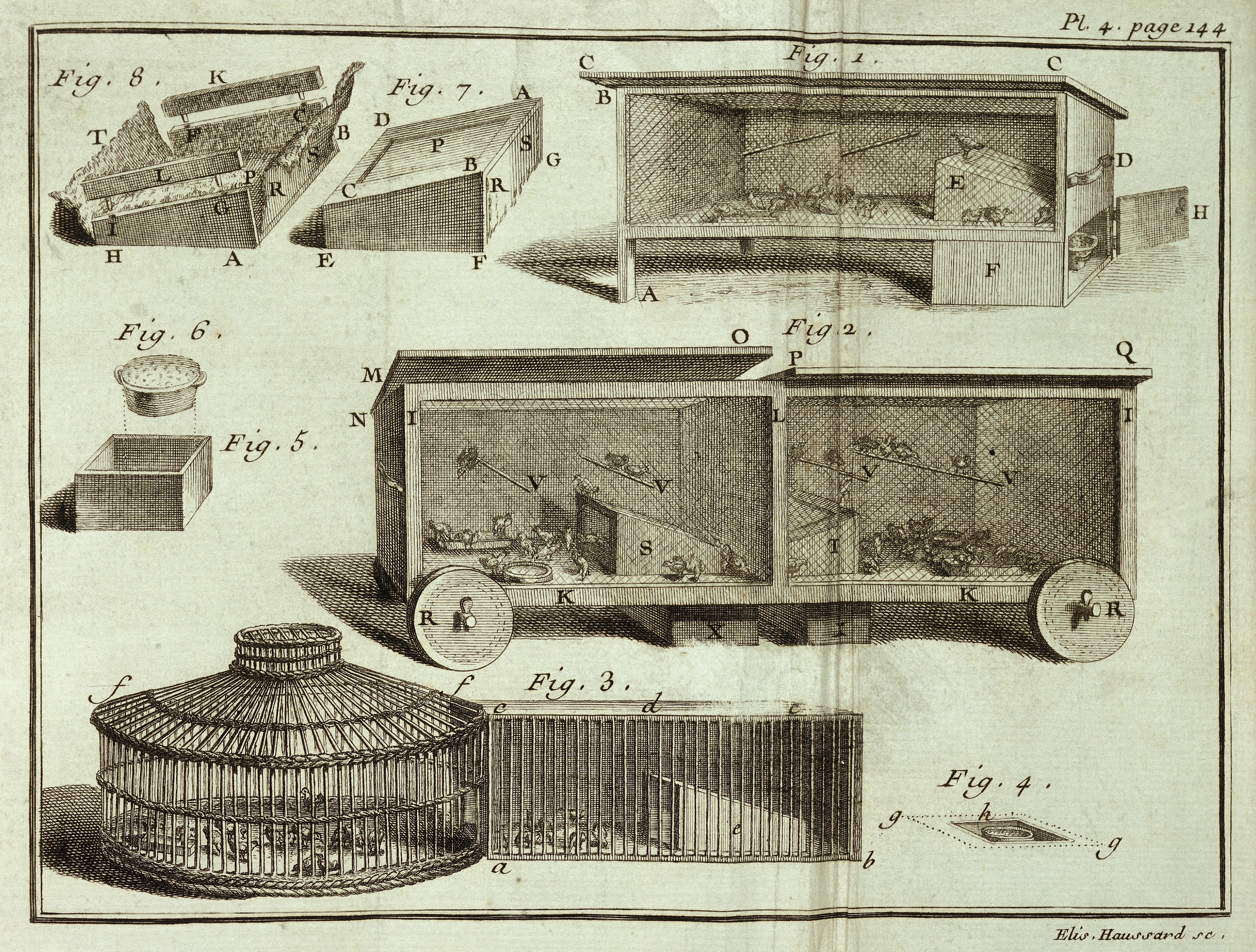
Illustration de lArt de faire éclore et d'élever en toute saison... (1751).

Parmi les travaux de Réaumur, se trouvent onze mémoires publiés en 1749 et en 1751 sur l'Art de faire éclorre et d'élever en toute saison des Oiseaux Domestiques de toutes espèces, soit par le moyen de la chaleur du fumier, soit par le moyen de celle du feu ordinaire, où il expose ses recherches relatives à l'incubation artificielle des œufs d'oiseaux.
En 1752, dans deux mémoires consacrés à ses Observations sur la digestion des oiseaux,, il décrit la différence qui a lieu pour le phénomène de digestion entre les oiseaux de proie, dont l'estomac n'agit sur les aliments que par un dissolvant, le suc gastrique ; et les oiseaux granivores, chez lesquels un gésier musculeux très puissant exerce une pression assez forte pour écraser mécaniquement des corps durs.
Son dernier mémoire, en 1756, concerne la forme des nids d'oiseaux.

## Son cabinet d'histoire naturelle
Réaumur constitue un très riche cabinet d'histoire naturelle où il tente, non seulement d'obtenir un exemplaire de chacune des espèces, mais surtout d'avoir des informations sur son habitat et ses mœurs. Pour Réaumur, le cabinet n'est pas un lieu simplement voué à l'entassement des collections mais doit être avant tout un outil scientifique à part entière. Usant de la protection du Régent Philippe d'Orléans (1674-1723), Réaumur réunit un grand nombre d'informations et d'échantillons « de terres, de pierres, d'insectes, de coquilles, etc. » : « Chaque semaine, je lui donnais [au régent] des mémoires, où je faisais des questions, tant générales que particulières, par rapport à ce qui se pouvait trouver dans chaque province du royaume. Il envoyait ces mémoires aux intendants qui, pour faire leur cour à un prince si éclairé et si ami des connaissances, mettaient en œuvre dans leurs départements publics, les maires et autres officiers subalternes […] J'ai eu pour faire des collections de tout ce que la France possède dans le règne minéral, des facilités qu'aucun naturaliste n'a jamais eues ». Colbert a rendues courantes les enquêtes de l'administration du royaume par voie de questionnaires adressés aux intendants ; la nouveauté est de faire bénéficier l'histoire naturelle des ressources de ce procédé.
Son cabinet est l'un des plus riches d'Europe, seulement surpassé, sans doute, par celui de Sir Hans Sloane.
Ses collections ornithologiques sont plus réduites que ses collections de coquillages, probablement à cause des difficultés de préservation des peaux d'oiseaux, notamment des attaques des insectes. Mais elle constitue la plus riche d'Europe. Ses collections d'oiseaux sont connues grâce à l'œuvre de son neveu par alliance Mathurin Jacques Brisson (1723–1806), conservateur du cabinet de Réaumur. Il fait paraître en 1760 Ornithologie (6 volumes), l'un des plus vastes catalogues ornithologiques jamais écrit. Il accède, outre la collection de Réaumur, à des collections privées parisiennes. L'Ornithologie de Brisson demeurera une référence durant plus d'un siècle.
À la mort de Réaumur, Buffon réussit à obtenir ses collections et à les intégrer dans le Cabinet du roi, dépendant du Jardin du roi, bien que Réaumur les ait léguées à l'Académie.

## Publications
- [1708] « Manière générale de trouver une infinité de Lignes courbes nouvelles, en faisant parcourir une ligne quelconque donnée, par une des extrémités d'une ligne droite donnée aussi, et toujours placée sur un même point fixe » (présentation p. 82-84 par Fontenelle, secrétaire général), Mémoires de l'Académie royale des sciences,‎ 1708, p. 197-211 (présentation en ligne, lire en ligne).
- [1709] « Méthode générale pour déterminer le point d'intersection de deux lignes droites infiniment proches, qui rencontrent une courbe quelconque vers le même côté sous des angles égaux moindres, ou plus grands qu'un droit, et pour connaître la nature de la courbe décrite par une infinité de tels points d'intersection », Mémoires de l'Académie royale des sciences,‎ 4 mai 1709, p. 149-162 (lire en ligne).
- [1709] « Formules générales pour déterminer le point d'intersection de deux lignes droites infiniment proches, qui rencontrent une Courbe quelconque vers le même côté sous des angles égaux », Mémoires de l'Académie royale des sciences,‎ 4 mai 1709, p. 185-192 (lire en ligne).
- [1709] « De la formation et de l'accroissement des coquilles des animaux tant terrestres qu'aquatiques, soit de mer, soit de rivières (1709) » (lu en novembre), Mémoires de l'Académie royale des sciences,‎ 1709, p. 364-400 (lire en ligne).
- [1710] « Insecte des limaçons » (lu le 9 juillet 1710), Mémoires de l'Académie royale des sciences,‎ 1710, p. 305-310 (lire en ligne).
- [1710] « Examen de la soie des Araignées » (lu le 12 novembre 1710), Mémoires de l'Académie royale des sciences,‎ 1710, p. 386-408 (lire en ligne).
- [1710] « Du mouvement progressif, & de quelques autres mouvements de diverses espèces de Coquillages, Orties et Étoiles de mer » (lu le 10 décembre 1710), Mémoires de l'Académie royale des sciences,‎ 1710, p. 439-490 (lire en ligne).
- [1711] « Expériences pour connaître si la force des cordes surpasse la somme des forces des fils qui composent ces mêmes cordes », Mémoires de l'Académie royale des sciences,‎ 21 février 1711, p. 6-16 (lire en ligne).
- [1711] « Des différentes manières dont plusieurs espèces d'animaux de mer s'attachent au sable, aux pierres et les uns aux autres » (lu le 22 avril 1711), Mémoires de l'Académie royale des sciences,‎ 1711, p. 108-134 (lire en ligne).
- [1711] « Découverte d'une nouvelle teinture de pourpre et diverses expériences pour la comparer avec celle que les anciens tiraient de quelques espèces de Coquillages que nous trouvons sur nos côtes de l'Océan » (lu le 14 novembre 1711), Mémoires de l'Académie royale des sciences,‎ 1711, p. 166-196 (présentation en ligne, lire en ligne).
- [1711] « Description des fleurs et graines de divers Fucus, et quelques autres observations physiques sur les mêmes plantes », Mémoires de l'Académie royale des sciences,‎ 1711, p. 282-301 (lire en ligne).
- [1712] « Sur les fleurs et graines des Fucus » (note du secrétaire général de l'Académie), Histoire de l'Académie royale des sciences,‎ 1712, p. 48-49 (lire en ligne).
- [1712] « Observations sur le mouvement progressif de quelques Coquillages de Mer, sur celuy des Hérissons de Mer, et sur celuy d'une espèce d'Étoile » (lu le 3 septembre 1712), Mémoires de l'Académie royale des sciences,‎ 1712, p. 115-145 (lire en ligne).
- [1712] « Observations sur les diverses Reproductions qui se font dans les Écrevisses, les Omards, les Crabes, etc. Et entr'autres sur celles de leurs Jambes & de leurs Écailles » (lu le 16 novembre 1712), Annales de l'Académie royale des sciences,‎ 1712, p. 223-241 (lire en ligne).
- « Boletus Ramosus, Coraloides Foetidus. Morille branchuë de figure & de couleur de Corail, & très-puante » (lu le 21 juin 1713. + 1 pl. p. 76 bis), Mémoires de l'Académie royale des sciences,‎ 1713, p. 69-74 (lire en ligne).
- [1713 / 1739] « Expériences et réflexions sur la prodigieuse ductilité de diverses matières » (imprimé en 1739. + 1 pl. p. 222 bis), Mémoires de l'Académie royale des sciences,‎ 1713 / 1739, p. 199-220 (lire en ligne).
- [1713 / 1739] « Description d'une Machine portative, propre à soûtenir des Verres de très-grands Foyers. Présentée à l'Académie par M. Bianchini » (lu le 29 juillet 1713, imprimé en 1739. + 1 pl. p. 306 bis), Mémoires de l'Académie royale des sciences,‎ 1713 / 1739, p. 299-306 (lire en ligne).
- [1714] « Expériences pour sçavoir si le Papier & quelques autres corps sont capables d'arrêter l'Air & l'Eau; & si quand ils arrêtent l'un de ces liquides ils arrêtent l'autre » (lu le 10 mars 1714), Mémoires de l'Académie royale des sciences,‎ 1714, p. 55-64 (lire en ligne).
- [1714] « Observations sur une petite Espèce de Vers Aquatiques assez singulière » (lu le 10 juin 1714), Mémoires de l'Académie royale des sciences,‎ 1714, p. 203-208 (lire en ligne).
- [1714] « Des effets que produit le poisson appelé en François Torpille ou Tremble sur ceux qui le touchent » (lu le 14 novembre 1714), Mémoires de l'Académie royale des sciences,‎ 1714, p. 344-360 (lire en ligne).
- [1715] « Observation sur l'accouplement du Lièvre ou Chat marin », Histoire de l'Académie royale des sciences,‎ 1715, p. 11 (lire en ligne)[n 8].
- [1715] « Observations sur les Mines de Turquoises du Royaume, sur la nature de la Matière qu'on y trouve, & sur la manière dont on lui donne la couleur » (lu le 13 novembre 1715), Mémoires de l'Académie royale des sciences,‎ 1715, p. 174-203 (lire en ligne).
- [1716] « Éclaircissements de quelques difficultés sur la formation des coquilles » (lu le 19 décembre 1716), Mémoires de l'Académie royale des sciences,‎ 1716, p. 303-311 (présentation en ligne, lire en ligne).
- [1716] « Observations sur la Matière qui colore des Perles fausses et sur quelques autres Matières animales d'une semblable couleur, à l'occasion de quoi on essaie d'expliquer la formation des Écailles des Poissons » (lu le 14 novembre 1716), Mémoires de l'Académie royale des sciences,‎ 1716, p. 229-244 (lire en ligne).
- [1717] « Observations sur le Coquillage appelé Pinne Marine ou Nacre de perles ; à l'occasion duquel on explique la formation des Perles » (lu le 24 novembre 1717), Mémoires de l'Académie royale des sciences,‎ 1717, p. 177-194 (lire en ligne).
- [1718] « Essais de l'histoire des Rivières & des Ruisseaux du Royaume qui roulent des paillettes d'Or. Avec des observations sur la manière dont on ramasse ces Paillettes ; sur leur figure ; sur le Sable avec lequel elles sont mêlées ; & sur leur Titre » (lu le 27 avril 1718), Mémoires de l'Académie royale des sciences,‎ 1718, p. 68-88 (lire en ligne).
- [1718] « Description d'une Mine de Fer du Pays de Foix ; avec quelques Réflexions sur la manière dont elle a été formée » (lu le 15 juin 1718), Mémoires de l'Académie royale des sciences,‎ 1718, p. 139-142 (lire en ligne).
- [1718] « Additions aux Observations sur la Muë des Écrevisses, données dans les Mémoires de 1712 » (lu le 6 août 1718), Mémoires de l'Académie royale des sciences,‎ 1718, p. 263-274 (lire en ligne).
- [1719] « Histoire des Guespes » (lu le 15 novembre 1719. + 7 pl.), Mémoires de l'Académie royale des sciences,‎ 1719, p. 230-277 (présentation en ligne, lire en ligne).
- [1720] « Remarques sur les coquilles fossiles de quelques cantons de la Touraine, & sur les utilités qu'on en tire », Mémoires de l'Académie royale des sciences,‎ 1720, p. 400-416 (lire en ligne).
- [1721] « Moyen de mettre les Carrosses & les Brelines en état de passer par les chemins plus étroits que les chemins ordinaires, & de se tirer plus aisément des ornières profondes » (lu le 21 janvier 1721), Mémoires de l'Académie royale des sciences,‎ 1721, p. 224-230 + 1 pl. (lire en ligne).
- [1721] « Sur la nature et la formation des Cailloux » (lu le 19 juillet 1721), Mémoires de l'Académie royale des sciences,‎ 1721, p. 255-276 + 2 pl. (présentation en ligne, lire en ligne).
- [1721] « Réflexions sur l'état des Bois du Royaume ; Et sur les Précautions qu'on pourrait prendre pour en empêcher le dépérissement, & les mettre en valeur » (lu le 24 décembre 1721), Mémoires de l'Académie royale des sciences,‎ 1721, p. 284-300 (lire en ligne).
- [1722] « Observations sur la Végétation du Nostoch » (lu le 19 août 1722), Mémoires de l'Académie royale des sciences,‎ 1722, p. 121-128 (lire en ligne).
- [1722] « Réflexions sur les Expériences d'une nouvelle manière d'éteindre le feu, qui furent faites à l'Hôtel Royal des Invalides le Jeudy 10. Décembre 1722 » (lu le 19 août 1722), Mémoires de l'Académie royale des sciences,‎ 1722, p. 143-154 (lire en ligne).
- [1722] L'Art de convertir le fer forgé en acier ; et l'Art d'adoucir le fer fondu, ou de faire des ouvrages de fer fondu aussi finis que de fer forgé (Première partie, p. 1-382 : 1er mémoire : p. 1-42 ; 2e mémoire : p. 43-60 ; 3e mémoire : p. 61-80 ; 4e mémoire : 81-150 ; 5e mémoire : p. 153-172 ; 6e mémoire : p. 173-202 ; 7e mémoire : p. 203-218 ; 8e mémoire : p. 219-236 ; 9e mémoire : p. 237-258 ; 10e mémoire : p. 259-309 ; 11e mémoire : p. 310-340 ; 12e mémoire : p. 341-382. Deuxième partie, p. 383-560 : 1re mémoire : p. 385-407 ; 2e mémoire : p. 408-449 ; 3e mémoire : p. 450-474 ; 4e mémoire : p. 475-495 ; 5e mémoire : p. 496-528 ; 6e mémoire : p. 529-560. Explication de quelques termes : p. 561-566. Table des matières.), 560 p. (lire en ligne).

- [1723] « Expériences qui montrent avec quelle facilité le fer & l'acier s'aimantent, même sans toucher l'aimant » (lu le 23 février 1723), Mémoires de l'Académie royale des sciences,‎ 1723, p. 81-104 (lire en ligne).
- [1723] « Des merveilles des dails ou la lumière qu'ils répandent » (lu le 2 juin 1723), Mémoires de l'Académie royale des sciences,‎ 1723, p. 198-204 (présentation en ligne, lire en ligne).
- [1723 / 1764] Fabrique des ancres (lu à l'Académie en juillet 1723, avec des notes et des additions de M. Duhamel), 6 pl. + 54 (lire en ligne).
- [1724] « De l'arrangement que prennent les parties, des Matières Métalliques & Minérales, lorsqu'après avoir été mises en fusion, elles viennent à se figer », Mémoires de l'Académie royale des sciences,‎ 1724, p. 307-316 + 1 pl. (lire en ligne).
- [1724] « Moyen de conserver les Essieux des Rouës de Voiture dans toute leur force ; d'épargner la façon de les recharger, en leur donnant des espèces d'emboîtures qui coûtent peu », Mémoires de l'Académie royale des sciences,‎ 1724, p. 360-365 + 1 pl. (lire en ligne).
- [1725] « Principes de l'art de faire le fer blanc », Mémoires de l'Académie royale des sciences,‎ 1725, p. 102-130 (lire en ligne).
- [1725] Explication des principes pour la construction des thermomètres dont les degrés soient comparables (lire en ligne).
- [1725] Extrait de divers Mémoires de M. Sarrazin, Médecin du Roy à Quebec, & Correspondant de l'Académie, sur le Rat Musqué (lire en ligne).
- [1726] « Remarques sur la Plante appelée à la Chine Hia Tsao Tom Tchom, ou Plante Ver » (lu le 21 août 1726), Mémoires de l'Académie royale des sciences,‎ 1726, p. 302-305 + 1 pl. p. 306 bis (lire en ligne).
- [1727] « Observations sur la formation du corail et des autres productions appelées plantes pierreuses », Mémoires de l'Académie royale des sciences,‎ 1727, p. 269-281 (lire en ligne).
- [1727] « Idée générale des différentes manières dont on peut faire la Porcelaine ; & quelles sont les véritables matières de celle de la Chine » (lu le 26 avril 1727), Annales de l'Académie royale des sciences,‎ 1727, p. 185-203 (lire en ligne).
- [1727] « Observation sur le Porc-épic; extraites de Mémoires & de Lettres de M. Sarrazin, Médecin du Roy à Québec, & Correspondant de l'Académie », Annales de l'Académie royale des sciences,‎ 1727, p. 383-395 (lire en ligne).
- [1728] « Histoire des Teignes ou des Insectes qui rongent les Laines & les Pelleteries. Première partie » (lu le 7 avril 1728), Annales de l'Académie royale des sciences,‎ 1728, p. 139-158 + 2 pl. (lire en ligne).
- [1728] « Suite de l'Histoire des Teignes ou des Insectes qui rongent les Laines & les Pelleteries. Seconde Partie, Où l'on cherche principalement les moyens de défendre les Etoffes et les Poils de Peaux contre leurs Attaques » (Deuxième partie ; lu le 13 novembre 1728), Annales de l'Académie royale des sciences,‎ 1728, p. 311- (lire en ligne).
- [1729] « Quelle est la principale cause de l'altération de la Blancheur des Pierres & des Plâtres des Bâtiments neufs » (lu le 13 juillet 1729), Mémoires de l'Académie royale des sciences,‎ 1729, p. 185-193 + 1 pl. (lire en ligne).
- [1729] « Second mémoire sur la porcelaine ou suite des principes qui doivent conduire dans la composition des porcelaines de différents genres et qui établissent les caractères des matières fondantes qu'on ne peut choisir pour tenir lieu de celle qu'on employe à la Chine » (lu le 12 novembre 1729), Annales de l'Académie royale des sciences,‎ 1729, p. 325-344 (lire en ligne).
- [1730] « De la Méchanique avec laquelle diverses Espèces de Chenilles, & d'autres Insectes, plient & roulent des feuilles de Plantes & d'Arbres, & sur-tout celles du Chêne » (lu le 8 mars 1730), Mémoires de l'Académie royale des sciences,‎ 1730, p. 57-77 + 4 pl. (lire en ligne).
- [1730] « De la nature de la Terre en général, & du caractere des différentes especes de Terres » (lu le 23 (?) juin 1730), Mémoires de l'Académie royale des sciences,‎ 1730, p. 243-283 (lire en ligne).
- [1730] « Règles pour construire des thermomètres dont les degrés soient comparables, et qui donnent des idées d'un chaud ou d'un froid qui puissent être rapportés à des mesures connues » (lu le 15 novembre 1730), Mémoires de l'Académie royale des sciences,‎ 1730, p. 452-507 (lire en ligne).
- [1731] « Second Mémoire sur la construction des thermomètres dont les degrés sont comparables avec des expériences et des remarques sur quelques propriétés de l'air » (lu le 6 juin 1731), Mémoires de l'Académie royale des sciences,‎ 1731, p. 250-296 (lire en ligne).
- [1733] « Essais sur le volume qui résulte de ceux de deux liqueurs mêlées ensemble ; ou, sçavoir si deux liqueurs mêlées ensemble ont un volume égal à la somme des volumes qu'elles avoient prises séparément, ou si elles en ont un plus grand ou un plus petit que la somme de deux premiers », Mémoires de l'Académie royale des sciences,‎ 1733, p. 165-185 (lire en ligne).
- [1733] « Observations du Thermomètre, faites par M. Cossigny Correspondant de l'Académie, à l'Isle de Bourbon, à l'Isle de France, à Madagascar, & dans la route depuis l'Orient jusqu'à ces Isles, pendant l'année 1732, & partie de l'année 1733. Comparées avec les Observations du Thermomètre faites à Paris pendant le même temps », Mémoires de l'Académie royale des sciences,‎ 1733, p. 417-438 (lire en ligne).
- [1734] « Expériences sur les différents degrés de froid qu'on peut produire, en mêlant de la Glace avec différents Sels, ou avec d'autres matières, soit solides, soit liquides ; & de divers usages utiles auxquels ces expériences peuvent servir » (lu le 5 mai 1734), Mémoires de l'Académie royale des sciences,‎ 1734, p. 167-195 (lire en ligne).
- [1734] « Suite des Observations du Thermomètre, faites à l'Isle de Bourbon par M. Cossigny, Correspondant de l'Académie ; Et le Résultat de celles de chaque mois, faites à Paris pendant l'année 1734, avec un Thermometre pareil à celui de M. Cossigny », Mémoires de l'Académie royale des sciences,‎ 1734, p. 553-564 (lire en ligne).
- Mémoires pour servir à l'histoire des insectes (1734-1742)
  - Tome I : Chenilles et Papillons (1734)
  - Tome II : Suite de l'histoire des Chenilles et Papillons ; et l'histoire des Insectes ennemis des Chenilles (1736)
  - Tome III : Histoire des Vers mineurs des feuilles, des Teignes, des fausses Teignes, des Pucerons, des ennemis des Pucerons, des faux Pucerons et l'histoire des Galles des plantes et de leurs insectes (1737)
  - Tome IV : Histoire des Gallinsectes, des Progallinsectes et des Mouches à deux ailes (1738)
  - Tome V : Suite de l'histoire des Mouches à deux ailes, et l'histoire de plusieurs Mouches à quatre ailes, savoir des Mouches à Scies, des Cigales et des Abeilles (1740)
  - Tome VI : Suite avec supplément des Mouches à deux ailes (1742)
  - Tome VII : Histoire des Fourmis, Histoire des Scarabées (posthume)
- [1735] « Sur la Manière de conserver les OEufs » (complément au premier mémoire du second volume de l'Histoire des insectes), Mémoires de l'Académie royale des sciences,‎ 1735, p. 465-472 (lire en ligne).
- [1735] « Extrait d'une Lettre de M. Bouguer, écrite à M. De Reaumur, du Petit Goave dans l'Isle de Saint-Domingue, le 26 Octobre 1735, sur la Longueur du Pendule », Mémoires de l'Académie royale des sciences,‎ 1735, p. 522-528 (lire en ligne).
- [1735] « Observations du Thermometre, faites à Paris pendant l'année 1735, comparées avec celles qui ont été faites sous la Ligne, à l'Isle de France, à Alger, & en quelques-unes de nos Isles de l'Amérique », Mémoires de l'Académie royale des sciences,‎ 1735, p. 545-576 (lire en ligne).
- [1736] « Sur les Étincelles produites par le choc de l'Acier contre un Caillou » (lu le 19 janvier 1737), Mémoires de l'Académie royale des sciences,‎ 1736, p. 391-403 (lire en ligne).
- [1736] « Observations du Thermomètre, faites à Paris pendant l'année 1736, comparées avec celles qui ont été faites pendant la même année dans différentes parties du Monde », Mémoires de l'Académie royale des sciences,‎ 1736, p. 469-502 (lire en ligne).
- [1737] « Observations du Thermometre faites à Paris pendant l'année 1737, comparées avec celles qui ont été faites dans des climats très-différents de celui de Paris », Mémoires de l'Académie royale des sciences,‎ 1737, p. 470-490 (lire en ligne).
- [1738] « Observations du Thermometre pendant l'année 1738, faites à Paris, à l'Isle de France, à Pondichery & Senegal ; & la Comparaison de ces Observations », Mémoires de l'Académie royale des sciences,‎ 1738, p. 387-403 (lire en ligne).
- [1739] « Art de faire une nouvelle espèce de Porcelaine, Par des moyens extrêmement simples & faciles, ou de transformer le Verre en Porcelaine. Premier Mémoire, où l'on examine la nature & les qualités de la nouvelle Porcelaine, & où l'on donne une idée générale de la manière de la faire », Mémoires de l'Académie royale des sciences,‎ 1739, p. 370-388 (lire en ligne).
- [1739] « Observations du Thermometre pendant l'année 1739, faites à Paris & en différents Pays », Mémoires de l'Académie royale des sciences,‎ 1739, p. 447-466 (lire en ligne).
- [1746] « Moyens d'empêcher l'évaporation des liqueurs spiritueuses, dans lesquelles on veut conserver des productions de la Nature de différents genres » (dont Addition au mémoire), Mémoires de l'Académie royale des sciences,‎ 1746, p. 483-516 et 516-538 (lire en ligne).
- [1749] Art de faire éclorre et d'élever en toute saison des Oiseaux Domestiques de toutes espèces, soit par le moyen de la chaleur du fumier, soit par le moyen de celle du feu ordinaire (2 t., dont t. 1, 364 p., six mémoires et t. 2, 427 p., cinq mémoires), 1749 (réimpr. 1751).C'est le premier traité d'aviculture. Il se compose de 11 mémoires décrivant les différentes étapes de cette technique. Présentée à l'Académie des sciences en 1747, cette méthode d'incubation artificielle, inspirée des techniques antiques égyptiennes, permet une amélioration considérable de l'élevage avicole en France, et est utilisée fidèlement pendant plus de deux siècles.
- [1751] Pratique de l'art de faire éclore et d'élever en toute saison des oiseaux domestiques de toutes espèces, soit par le moyen de la chaleur du fumier, soit par le moyen de celle du feu ordinaire, Paris, Imprimerie royale, 1751, 342 p.. C'est une sorte d'abrégé, que Réaumur destine plus aux « habitants de la campagne » qui désirent mettre en œuvre ses découvertes, qu'au public de « physiciens » et scientifiques qui sont les destinataires de la première version.
- Lettres à un Américain sur l'histoire naturelle, générale et particulière de monsieur de Buffon. Suite des Lettres à un Américain, sur l'histoire naturelle de M. de Buffon ; et sur le Traité des animaux de M. l'abbé de Condillac (4 volumes, 1751-1756)

- Observations sur la digestion des Oiseaux
  - [1752] « Premier mémoire. Expériences sur la manière dont se fait la digestion dans les Oiseaux qui vivent principalement de graines et d'herbes, et dont l'estomac est un gésier », Mémoires de l'Académie royale des sciences,‎ 1752 (lire en ligne).
  - [1752] « Deuxième mémoire. De la manière dont elle se fait dans l'estomac des Oiseaux de proie », Mémoires de l'Académie royale des sciences,‎ 1752 (lire en ligne).
- [1756] « Mémoire sur l'art avec lequel les différentes espèces d'Oiseaux forment leurs nids », Mémoires de l'Académie royale des sciences,‎ 1756.
- Lettres inédites de Réaumur (1886)
- Morceaux choisis, Gallimard, 1939

« D'autres publications sont disponibles en ligne », sur academie-sciences.fr (consulté en mars 2022).

## Hommages
- Le Manoir des sciences situé 8 rue Ferchault à Réaumur (85700)
- Buste en bronze de Réaumur[12] (Georges Chaumot, 1967), dans le square à l'angle des rues de La-Noue et de Saint-Côme, La Rochelle. La statue actuelle est une copie : l'original de Jean-Baptiste Lemoyne, inauguré le 23 septembre 1899, a été fondu pendant la Seconde Guerre mondiale.
- Réaumur - Sébastopol, station du métro de Paris ;
- La rue Réaumur à Paris, La Rochelle, La Roche sur Yon
- Échelle Réaumur de température ;
- Le cratère lunaire Réaumur nommé par l'Union astronomique internationale en 1935.
- L'astéroïde (7098) Réaumur.
- Le Lycée Réaumur à Laval (Mayenne)
- Le Prix Réaumur décerné annuellement par la Société entomologique de France.

## Distinction
- Commandeur et intendant de l'ordre royal et militaire de Saint-Louis